# Silvia Testoni
Silvia Testoni (Bologna, 12 gennaio 1966) è una cantante italiana.

## Biografia
Da bambina ha studiato pianoforte e da autodidatta suonava la chitarra per accompagnare il canto. Durante gli studi superiori ha iniziato a cantare in pubblico in cori e band amatoriali della sua città. In seguito ha studiato tecnica vocale con C. Smith, E. Tubb, G. Banditelli, L. Castellani, G. Boretti, W. Matteuzzi e M.C. Curti e si è diplomata col massimo dei voti e la lode al Conservatorio di Musica “Arrigo Boito” di Parma. Come artista il suo repertorio vocale spazia dalla musica medievale all'opera barocca, dalla musica cameristica a quella contemporanea senza escludere il repertorio di tradizione popolare e molte rivisitazioni di classici rock e pop; occasionalmente si dedica alla recitazione teatrale.
Ha collaborato per diversi anni con: Cantodiscanto, Cappella Artemisia, Vocinblù, Big Band Ritmo Sinfonica Città di Verona
Dal 1992 si è dedicata con passione alla didattica del canto in particolare per i repertori rock, pop, folk e teatro musicale. Dopo aver frequentato nell'anno 2005/2006 il Master di Vocologia Artistica dell'Università di Bologna, polo di Ravenna, ideato e diretto dal Prof. Franco Fussi, ha vinto, insieme alla Logopedista Daria Esposito il Primo Premio di Vocologia Artistica per la migliore tesi scientifica: “La voce ficcanaso”.
Insegna dal 1997 presso l'Associazione la Musica Interna di Bologna.
Nel 2007 è stata assistente della Prof. M. C. Curti presso il Conservatorio “A. Boito” di Parma e nel 2008 ha tenuto presso lo stesso Conservatorio la relazione principale nella Giornata di studio promossa da A.I.C.I. “Presentazione e discussione di un curriculum studi per un corso di canto moderno nei Conservatori di Musica”.
Collabora stabilmente con il gruppo di studio MoVArt (movimento voce artistica) di Roma per il quale offre dei Workshop sulla trecnica vocale di base.
È stata relatrice ai Convegni Voceartistica di Ravenna 2009-2010-2011e al Convegno Sifel 2012 di Milano.
Con il gruppo vocale a cappella Vocinblù ha partecipato nel 1995 a La tempesta di William Shakespeare nell'allestimento di Glauco Mauri presso il Teatro Romano di Verona e, con la produzione del Teatro Stabile di Parma, ha realizzato nel 1997 lo spettacolo "Capelas Imperfeitas" su musiche di Nicola Campogrande e testi di Dario Voltolini da cui è stato tratto un cd pubblicato da DDT. Sempre con Vocinblù è stata ospite delle trasmissioni televisive "TAXI", e "Survival" su RAI3 e della trasmissione radiofonica "Radiotre suite". Nell'agosto 1998 ha partecipato all'allestimento dell'opera "Isabella" scritta da Azio Corghi per il Rossini Opera Festival di Pesaro e nel maggio 2000 alle rappresentazioni dell'opera "Lego" di Nicola Campogrande prodotta da
Pocket Opera Italia per la Fondazione Arena di Verona.
Come solista è stata interprete delle prime tre serate di "PrimaVerona 2000" rassegna coordinata dal M° Marco Tutino per la Fondazione Arena di Verona e dedicata ai giovani compositori della scena contemporanea italiana. Per il Nextime ensemble di Parma. e con l'ensemble Fiarì di Torino ha eseguito le numerose opere vocali del compositore Steve Reich a Parma, Orvieto, Torino e Milano. Ha cantato i ruoli principali dell'opera “Nevebianca”, del M° Marco Betta, prodotta nel 2001 dalla Fondazione Arena di Verona e rappresentato al Teatro Nuovo di Verona e al Teatro Comunale di Modena.
Per il compositore Nicola Campogande è stata protagonista, dell'opera da camera “Macchinario” (regia di Gabriele Vacis), ha registrato le musiche per la colonna sonora del film “Valzer” di Salvatore Maira, ha inciso il cd "Cronache animali" su testi di Toti Scialoja e, nel 2001 e 2002, ha cantato nell'opera da camera “Alianti”, prodotta dal Teatro stabile di Torino che ha debuttato al Piccolo Regio e si è replicata nel 2002 anche al Riverside Studios di Londra, al Bimhuis di Amsterdam e al Kulturbrauerei di Berlino e nel 2003 al Piccolo Festival di Sciolze.
Nel 2006 con l'Ensemble Überbrettl guidato dal M° Pierpaolo Maurizzi ha eseguito il Pierrot Lunaire di Arnold Schönberg presso il Conservatorio Arrigo Boito di Parma e l'Auditorium del Politecnico di Como.
Ha partecipato all'Eurovision Song Contest 2011 come Vocal coach della cantante Senhit per la rappresentanza dello Stato di San Marino.
Nel 2014 è stata docente del Corso di Alta Formazione in Vocologia Artistica.

## Discografia
Cantodiscanto
- 1994 - AA.VV.: Canzone d’autore V, BMG
- 1997 - Cercando la terra, Bologna - Ermitage
- 2001 - Medinsud, Forrest Hill - Firenze
- 2001 - AA.VV: Pizzica la tarantula , Il Manifesto
- 2002 - AA.VV: Pizzica la tarantula 3 , Stampa Alternativa
- 2003 - AA.VV.: Altreterre, Il Manifesto
- 2003 - Malmediterraneo, Forrest Hill - Firenze
- 2004 - AA.VV.: FRoots Magazine CD, fRoots
- 2006 - Cercando la terra, Riedito con 5 nuove tracce da Synpho Ed.Musicali Bologna

Cappella Artemisia
- 1994 - Canti nel chiostro, Tactus Bologna
- 1995 - Franco Nanni: Vita, Giungla records Bologna - BMG
- 1996 - C.M. Cozzolani I vespri natalizi (1650), Tactus Bologna
- 1998 - Nicola Campogrande: Cronache animali, DDT Torino
- 1999 - Rosa Mistica, Tactus Bologna
- 2000 - Fons Amoris - Il paratajo, di Niccolò Jommelli, Bongiovanni Bologna
- 2002 - Fons Amoris - Miserere e 6 duettini sacri di Niccolò Jommelli, Bongiovanni Bologna
- 2002 - Sulpitia Cesis, Mottetti spirituali (1619), Tactus Bologna
- 2002 - Wood Quartet - O sole mio, Demetra Verona
- 2004 - Soror mea sponsa mea, Tactus Bologna
- 2005 - AA.VV Canzoni Tradizionali Inglesi per imparare l’Inglese, Mulino Don Chisciotte VR
- 2006 - Raphaella Aleotti Le monache di S. Vito, Tactus Bologna
- 2007 - Nicola Campogrande: Valzer (colonna sonora del film di Salvatore Maira), Cam Original Soundtrack

Vocinblù
- 1995 - Emmanuel Milingo Gubudu gubudu, Ed.Pressing Bologna - BMG Ricordi
- 1996 - Ivano Fossati Macramè,  Ed.Il volatore, Milano - Sony Columbia
- 1997 - Nicola Campogrande: Capelas Imperfeitas, DDT Torino

Acantus
- 1999 - Acantus, GIMELL GB - Polygram

Sandra Cartolari Trio
- 1999 - Two lips, PSM edizioni Musicali

Big Band Ritmo Sinfonica Città di Verona e Orchestra Giovanile Del Veneto
- 2005 - The amazing Burt Bacharach, Brisa UK Ltd - Azzurra Music

Foreign office
- 2006 - Un an(colonna sonora), Editions Fanzines

Sestetto vocale Korymbos
- 2012 - Exit Rosa: canti dal manoscritto Q11, Tactus Bologna